# Привітненська сільська рада (Кіровський район)
Приві́тненська сільська́ ра́да — адміністративно-територіальна одиниця та орган місцевого самоврядування в Кіровському районі Автономної Республіки Крим. Адміністративний центр — село Привітне.

## Загальні відомості
- Населення ради: 3 343 особи (станом на 2001 рік)

## Населені пункти
Сільській раді підпорядковані населені пункти:
- с. Привітне
- с. Айвазовське

## Склад ради
Рада складається з 20 депутатів та голови.
- Голова ради: Балбєк Февзі Усєінович

### Керівний склад попередніх скликань
| Прізвище, ім'я, по батькові | Основні відомості                                                 | Дата обрання | Дата звільнення |
| --------------------------- | ----------------------------------------------------------------- | ------------ | --------------- |
| Балбек Февзі Усеїнович      | Сільський голова, 1962 року народження, безпартійний              | 26.03.2006   | 31.10.2010      |
| Балбєк Февзі Усеїнович      | Сільський голова, 1962 року народження, освіта вища, безпартійний | 31.10.2010   |                 |

Примітка: таблиця складена за даними сайту Верховної Ради України

### Депутати
За результатами місцевих виборів 2010 року депутатами ради стали:

#### За суб'єктами висування
| Суб'єкт висування | Кількість обраних депутатів | %  |
| ----------------- | --------------------------- | -- |
| Партія регіонів   | 12                          | 60 |
| Самовисування     | 8                           | 40 |

#### За округами
| № округу        | Прізвище, ім'я, по батькові      | Дата визнання обраним | Освіта             | Партійна приналежність | Відомості про обраного депутата                        |
| --------------- | -------------------------------- | --------------------- | ------------------ | ---------------------- | ------------------------------------------------------ |
| Партія регіонів |                                  |                       |                    |                        |                                                        |
| 2               | Піддубний Сергій Володимирович   | 04.11.2010            | середня            | член Партії регіонів   | Феодосійське ДПВКХ, машиніст бригадир насосної станції |
| 3               | Ісмаілова Єльміра Рафаілівна     | 04.11.2010            | вища               | позапартійна           | тимчасово не працює                                    |
| 4               | Ямщиков Сергій Павлович          | 04.11.2010            | середня            | член Партії регіонів   | приватний підприємець                                  |
| 5               | Чічігіна Світлана Володимирівна  | 04.11.2010            | вища               | член Партії регіонів   | Привітненська загальноосвітня школа, вчитель           |
| 7               | Коростельова Наталія Леонідівна  | 04.11.2010            | вища               | позапартійна           | тимчасово не працює                                    |
| 8               | Алмосова Олена Олександрівна     | 04.11.2010            | середня спеціальна | член Партії регіонів   | Привітненська сільська рада, секретар                  |
| 9               | Шайдеров Олег Петрвич            | 04.11.2010            | середня            | позапартійний          | тимчасово не працює                                    |
| 10              | Систєрова Світлана Михайлівна    | 04.11.2010            | вища               | позапартійна           | Привітненська загальноосвітня школа, вчитель           |
| 11              | Дорохова Світлана Олександрівна  | 04.11.2010            | середня спеціальна | позапартійна           | Привітненський дитячий садок, вихователь               |
| 12              | Юріч Сергій Миколайович          | 04.11.2010            | вища               | позапартійний          | СГ «Каштановка», робочий                               |
| 14              | Васильєв Олег Олексійович        | 04.11.2010            | вища               | позапартійний          | пенсіонер                                              |
| 17              | Чудієвич Світлана Андріївна      | 04.11.2010            | середня спеціальна | член Партії регіонів   | пенсіонер                                              |
| Самовисування   |                                  |                       |                    |                        |                                                        |
| 1               | Бизова Антоніна Олександрівна    | 04.11.2010            | середня            | позапартійна           | пенсіонер                                              |
| 6               | Мустафаєв Марлєн Мусайович       | 04.11.2010            | середня            | позапартійний          | тимчасово не працює                                    |
| 13              | Махневич Олександр Володимирович | 04.11.2013            | вища               | позапартійний          | , пенсіонер                                            |
| 15              | Мустафаєв Джелял Сейт-Бекірович  | 04.11.2010            | середня            | позапартійний          | тимчасово не працює                                    |
| 16              | Абєдінова Саніє Муратівна        | 04.11.2010            | середня спеціальна | позапартійна           | Привітненський дитячий садок, вихователь               |
| 18              | Коновалова Світлана Павлівна     | 04.11.2010            | середня спеціальна | позапартійна           | тимчасово не працює                                    |
| 19              | Анафієва Февзіє Мусівна          | 04.11.2010            | середня спеціальна | позапартійна           | тимчасово не працює                                    |
| 20              | Урмієва Мєргєм Османівна         | 04.11.2010            | середня спеціальна | позапартійна           | тимчасово не працює                                    |